# Henri Mazeaud
Henri Felix Mazeaud (ur. 7 marca 1900 w Limoges, zm. 23 października 1993 w Paryżu) – francuski prawnik.
Był bratem Léona, również prawnika. Specjalizował się w dziedzinie prawa cywilnego, 1924–1938 był profesorem prawa uniwersytetu w Lille, a 1938–1971 w Paryżu, jednocześnie 1934–1939 dyrektorem Institut Français i wykładowcą Uniwersytetu Warszawskiego. W 1969 został członkiem Akademii Nauk Moralnych i Politycznych, a w 1991 członkiem PAU. W 1957 wraz z bratem opublikował pracę Leçons de droit civile.